# 조동현 (1951년)
조동현(曺東鉉, 1951년 3월 12일 ~ )은 대한민국의 전 축구 선수 및 지도자이다.

## 선수 경력
중소기업은행 축구단에서 활약하였다.

## 감독 경력
1998년 울산 현대미포조선의 창단 감독으로 부임하여 2005년 팀의 FA컵 2005 준우승을 이끌었고, 같은 해 11월 대한민국 U-20 축구 국가대표팀의 감독으로 선임 되었다.
2007년 FIFA U-20 월드컵 대표팀 감독을 역임했으며 2011년에서 2014년까지 K리그 챌린지 소속 안산 경찰청 축구단의 감독을 역임하였다. 2016년 6월 10일, K3리그 서울 유나이티드 감독으로 임명되었다.